# Monterosso Grana
Monterosso Grana (Montross in piemontese, Bourgat in occitano) è un comune italiano di 546 abitanti della provincia di Cuneo in Piemonte. Si trova in Valle Grana.

## Geografia fisica
Il territorio comunale si estende per 42,22 km² al centro della Valle Grana con altitudini comprese fra 700 e 2000 m s.l.m.; fino ai 900 m si trovano boschi di castagno, mentre più in alto vi sono pascoli utilizzati dalle mandrie che producono il latte per il formaggio Castelmagno. Le vette più alte sono costituite dai monti Pervou, Grum e Bram, al confine con la Valle Stura, mentre il monte Ribé, di altezza più modesta, domina da ovest il capoluogo.

## Storia

### Simboli
Lo stemma del comune di Monterosso Grana è stato concesso con regio decreto dell'8 febbraio 1937.
Su sfondo azzurro è rappresentato un monte, cimato dai ruderi di un castello e fondato su un terreno di verde, attraversato da una fascia ondata d'azzurro.
Il gonfalone è un drappo rettangolare di rosso.

## Monumenti e luoghi d'interesse
- Castello dei Conti di Monterosso. Sito vicino al ponte, sulla sponda sinistra del torrente Grana fu costruito da Federico Saluzzo tra il XIV e XV secolo in sostituzione del precedente castello del 1286 (franato) di cui rimane una parte della torre. L'attuale edificio risale al primo quarto del XVII secolo[6], quando il castello è stato trasformato nell'abitazione di un ramo cadetto della famiglia Saluzzo. Nel cortile è murato un frammento di una lapide romana attribuita al II secolo d.c..

## Società

### Evoluzione demografica
Abitanti censiti

## Amministrazione

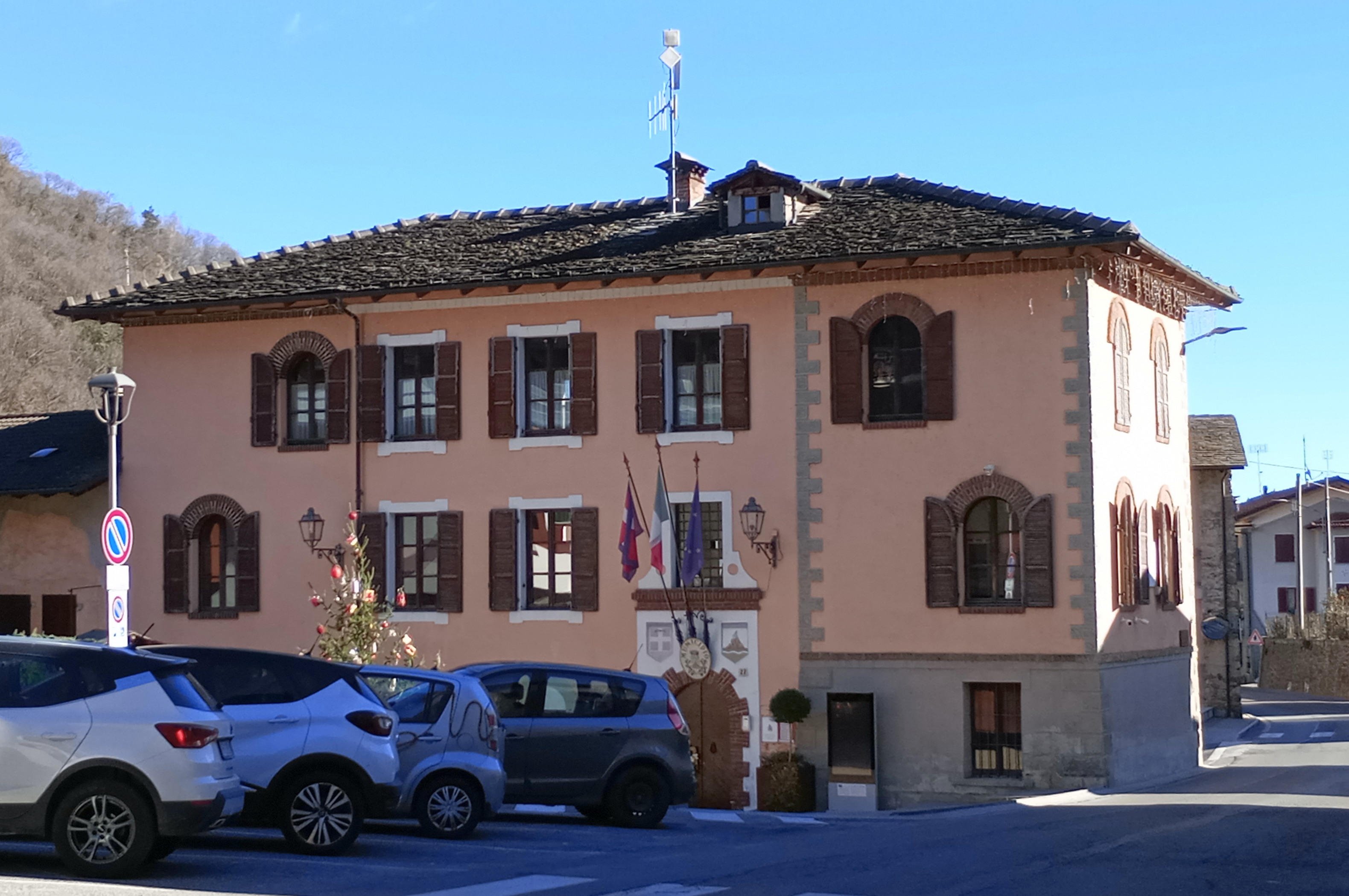
Il municipio

Di seguito è presentata una tabella relativa alle amministrazioni che si sono succedute in questo comune.
| Periodo        | Periodo         | Primo cittadino  | Partito                                | Carica  | Note  |
| -------------- | --------------- | ---------------- | -------------------------------------- | ------- | ----- |
| 5 luglio 1985  | 9 giugno 1990   | Roberto Massa    | lista civica                           | Sindaco | [ 8 ] |
| 9 giugno 1990  | 24 aprile 1995  | Roberto Massa    | Democrazia Cristiana                   | Sindaco | [ 8 ] |
| 24 aprile 1995 | 14 giugno 1999  | Roberto Massa    | -                                      | Sindaco | [ 8 ] |
| 14 giugno 1999 | 14 giugno 2004  | Roberto Massa    | lista civica                           | Sindaco | [ 8 ] |
| 14 giugno 2004 | 9 febbraio 2006 | Davide Brondello | orizzonti nuovi                        | Sindaco | [ 8 ] |
| 29 maggio 2007 | 7 maggio 2012   | Mauro Martini    | lista civica                           | Sindaco | [ 8 ] |
| 7 maggio 2012  | 12 giugno 2022  | Mauro Martini    | lista civica: ensem per lou noste pais | Sindaco | [ 8 ] |
| 13 giugno 2022 | in carica       | Stefano Isaia    | lista civica: Bourgat...in comune      | Sindaco | [ 8 ] |

### Altre informazioni amministrative
Il comune faceva parte della comunità montana Valli Grana e Maira.